# Kepler-395c

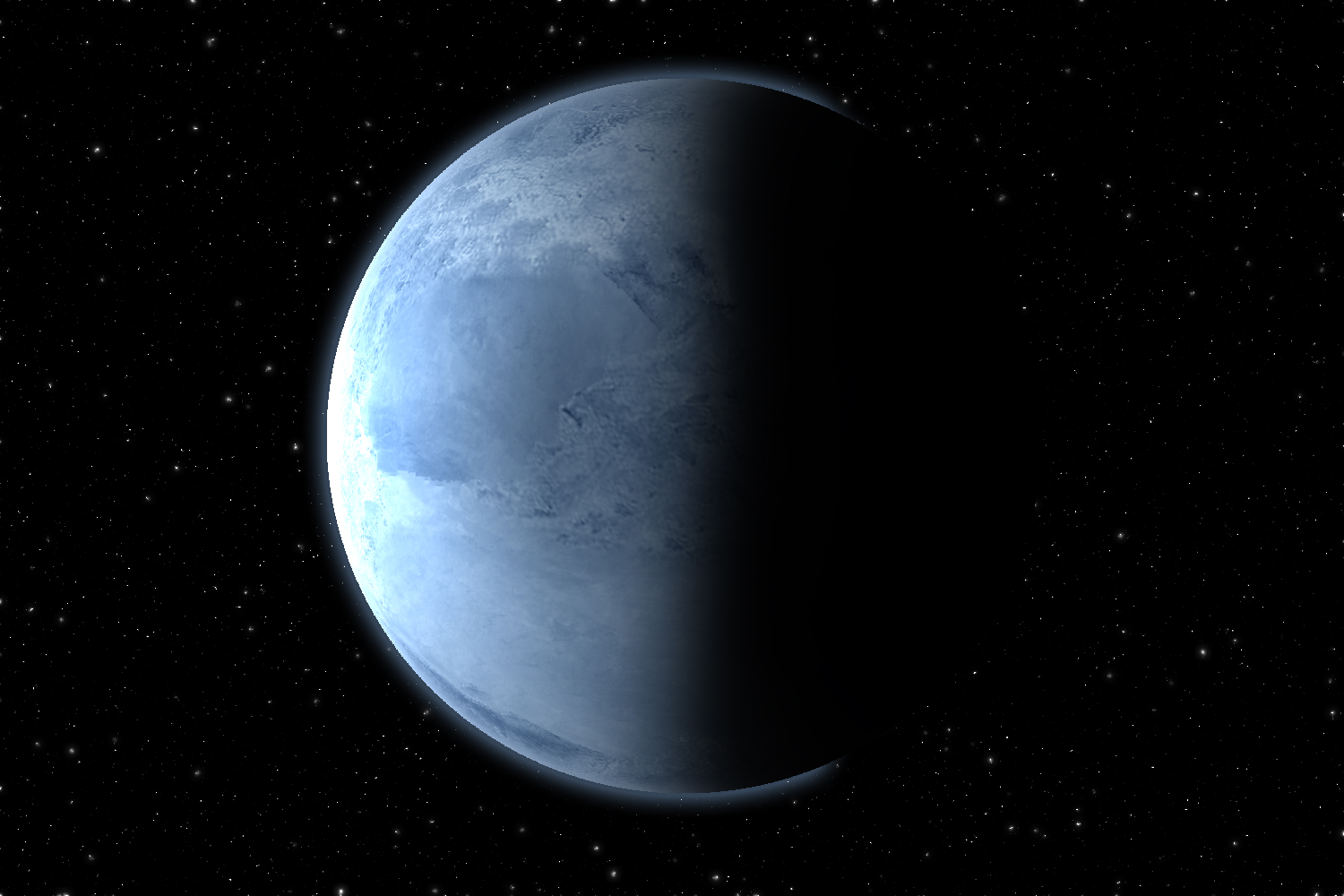
Representação artística de Kepler-395c.

Kepler-395c é um exoplaneta potencialmente habitável a 1752 anos-luz de distância, na constelação de Cygnus.

## Habitabilidade e propriedades
Ele orbita uma estrela do tipo-K ou M. Seu raio é de 1,32±0.09 vezes maior que a da Terra. Ele orbita a 0.171 UA de distância de sua estrela com um período orbital de 34.9893 dias. Devido a sua proximidade com a sua estrela, e provável que esteja em rotação sincronizada, o que significa que um lado sempre está voltado para a estrela, e o outro lado sempre voltada para fora. Isso significa que um lado está intensamente quente e o outro lado está intensamente frio. No entanto, entre essas zonas hostis, haveria um lugar de habitabilidade. Se o planeta tem uma atmosfera espessa o suficiente, essa atmosfera poderia transferir calor para o lado que não está virado para a estrela.